# Thecochaos
Thecochaos – rodzaj ameb o niepewnej klasyfikacji należący do supergrupy Amoebozoa w klasyfikacji Cavaliera-Smitha.
Należą tutaj następujące gatunki:
- Thecochaos album (Greef, 1891) Page, 1981[2]
- Thecochaos fibrillosum (Greef, 1891) Page, 1981[2]